# عليان (إب)

تعديل مصدري - تعديل

عليان هي إحدى قرى عزلة جبل معود بمديرية إب التابعة لمحافظة إب، بلغ تعداد سكانها 345 نسمة حسب تعداد اليمن لعام 2004.